# Alana Boden
Alana Evie Boden (Surrey, 1997) è un'attrice britannica.
È stata nominata per un Critics' Choice Awards per la sua interpretazione nel film I Am Elizabeth Smart (2017).

## Biografia
Boden è nata nel Surrey ed è cresciuta nell'Hampshire. Ha due sorelle. Ha iniziato la sua carriera come modella bambina quando aveva nove anni prima di passare agli spot televisivi e ai cortometraggi. 
È stata istruita a casa dai genitori, in modo da poter girare durante il giorno.

## Filmografia

### Cinema
- Feedblack, regia di Pedro C. Alonso (2019)
- Infamous Six, regia di Anthony Hickox (2020)
- Uncharted, regia di Ruben Fleischer (2022)
- The Ceremony - Invito mortale (The Invitation), regia di Jessica M. Thompson (2022)
- A Working Man, regia di David Ayer (2025)

### Televisione
- Mr Selfridge – serie TV, 3 episodi (2014-2015)
- Doctors – serial TV, puntata 17x31 (2015)
- Humans – serie TV, episodio 1x04  (2015)
- Wolfblood - Sangue di lupo (Wolfblood) – serie TV, 2 episodi (2016)
- Ride – serie TV, 20 episodi (2016)
- I Am Elizabeth Smart, regia di Sarah Walker – film TV (2017)
- Hawaii Five-0 – serie TV, episodio 8x21 (2018)
- Origin – serie TV, episodio 1x05 (2018)
- Alex Rider – serie TV, episodio 1x03 (2020)
- Domina – serie TV, episodi 1x07-2x04-2x05 (2021-2023)
- Flowers in the Attic: The Origin – miniserie TV, puntate 3 (2022)

### Cortometraggi
- Queensway, regia di  Gary Leon Bowyer (2011)
- The Jumper, regia di George Purves (2011)
- Witches, regia di Maia Krall Fry (2012)
- Terminal, regia di Dávur Djurhuus (2013)
- The Outside In, regia di Tristan Shepherd (2014)
- The Earth Belongs to No One, regia di Ani Laurie (2015)

## Premi e candidature

### London Short Film Festival
- Rising Star per The Earth Belongs to No One (2016)

### Critics' Choice Awards
- Candidatura come Miglior attrice in un film per la televisione o miniserie per I Am Elizabeth Smart (2018)